# جاش اکونیون
جاش اکونیون (انگلیسی: Josh Akognon؛ زادهٔ ۱۰ فوریهٔ ۱۹۸۶) بازیکن بسکتبال اهل نیجریه است.
از باشگاه‌هایی که در آن بازی کرده‌است می‌توان به دالاس ماوریکس و باشگاه بسکتبال کالو اشاره کرد.